# Белфорски лъв
Белфорски лъв (на френски: Lion de Belfort) е монументална каменна скулптура с дължина 22 метра и височина 11 метра, символ на френския град Белфор.
Статуята е направена през 1880 г. от Фредерик Огюст Бартолди и отбелязва обсадата на Белфор по време на Френско-пруската война, когато градът е издържал 103 дни въпреки огромния недостатък на ресурси. Бартолди е човекът, проектирал Статуята на свободата в Ню Йорк, а лъвът е направен от блокове от червен пясъчник, изваяни надолу по склона и поставен в тази издатина.